# Hydrophylita lestesi
Hydrophylita lestesi är en stekelart som först beskrevs av Costa Lima 1960.  Hydrophylita lestesi ingår i släktet Hydrophylita och familjen hårstrimsteklar. Inga underarter finns listade i Catalogue of Life.